# Roland Jupiter-4

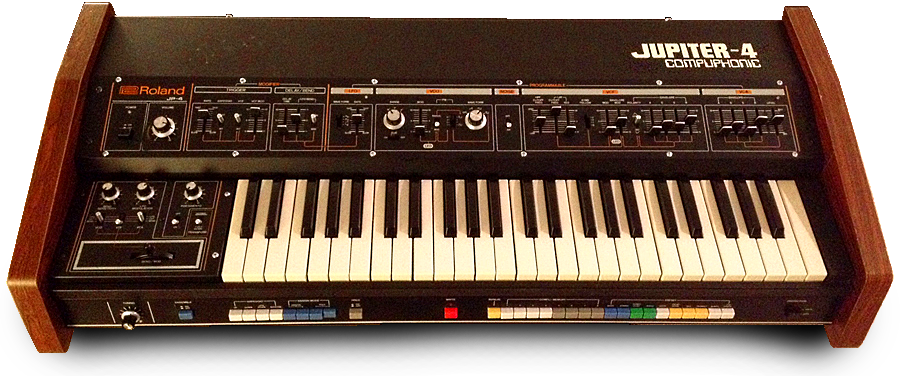
Roland Jupiter-4.

Le Roland Jupiter-4 (JP-4) a été un synthétiseur analogique conçu et fabriqué par Roland Corporation de 1978 à 1981. Il fut le premier synthétiseur polyphonique de la compagnie, et fut connu pour avoir été le premier synthétiseur à fournir des commandes numériques à ses circuits analogiques (sous le terme de « Compuphonic » par Roland), permettant de nouvelles fonctions notables telles que des mémoires programmables (l'enregistrement numérique de « patchs ») et une plus grande souplesse dans l'assignement des voix de la synthèse par les oscillateurs.
Il était vendu 2 895 dollars, donc beaucoup moins cher que les synthétiseurs polyphoniques des marques concurrentes de la même époque (tels que le Sequential Circuits Prophet-5 ou l'Oberheim OB-X). Pourtant il ne fut pas aussi populaire et resta moins distribué que ces machines concurrentes. Cette désaffection fut totalement inversée lors de la mise sur le marché de son modèle successeur, le très populaire  Jupiter-8.

## Architecture

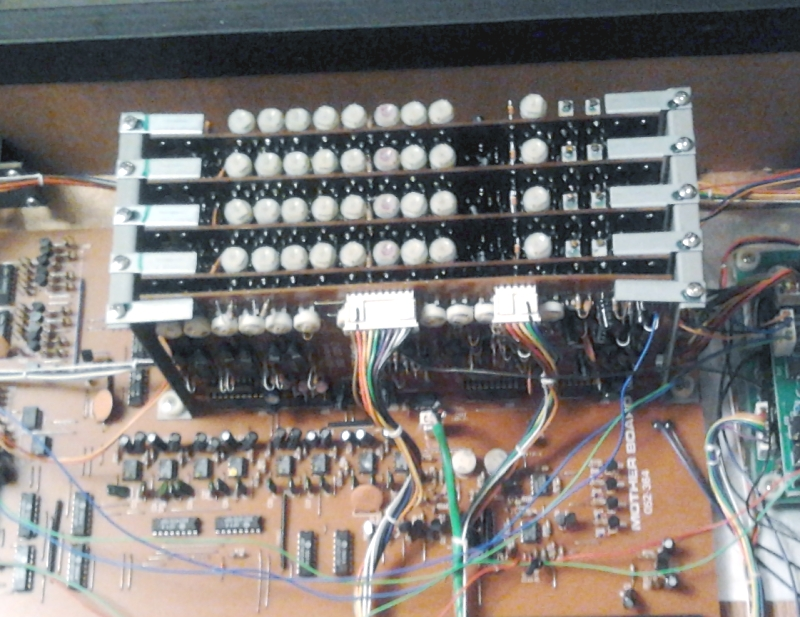
Les quatre cartes assurant les voix des oscillateurs

L'architecture de base du Jupiter-4 consistait en :
- un LFO classique ;
- quatre cartes électroniques identiques contenant chacune un oscillateur commandé en tension (VCO) fournissant les formes d'ondes traditionnelles impulsion, carrée, et dents de scie, et accompagné d'un sub-oscillateur une octave plus bas fournissant uniquement une forme d'onde carrée ;
- un générateur de bruit blanc ;
- un filtre passe-haut (HPF) ;
- un filtre passe-bas (LPF) constitué du célèbre circuit intégré IR3109 permettant l'entrée en auto-oscillation en poussant la résonance à un haut niveau ;
- et un ampli commandé en tension (VCA) contenant le célèbre composant Roland BA662 lui aussi légendaire dans la marque et dont il sera question plus loin dans l'article ;
- l'ensemble était piloté par deux microprocesseurs Intel (un 8048-011 et un 8048-012) administrant toute l'électronique chargée de fournir les tensions de commande au LFO, aux quatre VCO, au VCF (constitué du filtre HPF et du filtre LPF) et au VCA. Les deux microprocesseurs assuraient aussi la gestion des enveloppes ADSR et celle des mémoires de présélections usine et des présélections utilisateur. Les microprocesseurs pilotaient aussi un arpégiateur ainsi que les algoritmes d'unisson et de polyphonie.

De façon étonnante, alors que ce synthétiseur était piloté par deux microprocesseurs (une innovation au point de baptiser ce synthétiseur du nom de « Compuphonic ») les formes d'onde fournies par les VCO étaient créés de façon très rudimentaire par la simple utilisation d'un banal inverseur CD4069 pour fournir les impulsions de base, suivi d'un multiplexeur TC-4052 pour fournir la forme carrée à partir de la forme impulsionnelle fournie par le CD4069. La forme dents de scie était produite par un simple amplificateur opérationnel TL082CP en sortie du même multiplexeur TC-4052. Ce synthétiseur ne fournissait aucune forme d'onde sinusoidale par ces VCO, mais uniquement par le LFO aux très basses fréquences.
Les capacités de modulations du Jupiter-4 incluaient :
- la classique enveloppe Attack-Decay-Sustain-Release (ADSR) pour le VCA ;
- une enveloppe ADSR identique mais dédiée au filtre ;
- un réglage du niveau de sortie (non mémorisé dans les présélections mais doté d'une LED indiquant une surcharge).

L'enveloppe ADSR du filtre LPF était inversible (l'Attack démarre à un niveau réglable très supérieur à zéro et décroît jusqu'à zéro, puis le Decay croît jusqu'au niveau du Sustain, puis le Release part du niveau du Sustain non pour descendre à zero mais pour retrouver le niveau identique à celui du point de départ de l'Attack), chose courante aujourd'hui mais qui était innovante à l'époque, cette inversion de la tension de l'enveloppe ADSR autorisant une modulation de type upside down. Ce genre d'enveloppe inversée est très intéressant notamment dans la création d'effets sur l'évolution de la fréquence de coupure du filtre ou encore pour créer des nouveaux effets à partir du VCA des patchs utilisant le sens traditionnel de l'enveloppe, simplement en inversant ce sens, le timbre restant identique. Dans le cas du Jupiter-4, seul le filtre était doté d'une enveloppe inversible.
De surcroît le niveau final de l'enveloppe du VCA pouvait être mémorisé dans les présélections et était prioritaire sur le niveau général de volume de sortie de l'ampli stéréo du synthétiseur.
En amont de la synthèse, l'oscillateur basse-fréquence (LFO), fournissant les formes d'ondes sinus, carrée, dents de scie, et dents de scie inverse (rampe), pouvait être assigné au pitch des VCO, ainsi qu'à la largeur d'impulsion (Pulse Width) de la forme d'onde Pulse, à la fréquence de coupure (Cutoff) du filtre, et à la modulation de l'amplitude du VCA. Ce LFO avait la particularité de monter en fréquence jusqu'à atteindre les fréquences audio (donc au-delà de vingt hertz), permettant une rudimentaire mais déjà intéressante approche de la synthèse FM et de la synthèse AM (synthèse par modulation d'amplitude).
Tous ces paramètres étaient mémorisables dans les présélections tout en autorisant en parallèle un jeu restant indépendant sur la profondeur de ces modulations par l'utilisation de la classique molette de modulation à gauche du clavier (la seconde molette restant bien entendu assignée au Pitch Bend).
La précision des VCO du Jupiter-4 avait la fâcheuse tendance à devenir instable avec l'âge, en raison de la médiocre qualité des deux condensateurs utilisés sur chacune des quatre cartes VCO. Les boutiques-ateliers de réparation de synthétiseurs remplacent aujourd'hui sans problème et en quelques minutes ces condensateurs d'origine par des condensateurs équivalents plus récents et de bien meilleure qualité. Ce problème de l'instabilité de la fréquence des VCO était récurrent sur les synthétiseurs tous analogiques dans les années 1970 et fait aujourd'hui le charme de ces anciennes machines, mais cette instabilité est parfois excessive au détriment de la qualité musicale des morceaux joués. Roland avait prévu la possibilité de réétalonner les VCO de temps en temps, en ouvrant simplement un petit capot situé sur la face arrière du synthétiseur pour accéder à des réglages d'ajustement en ayant bien pris soin au préalable d'avoir effectué un warm up, c'est-à-dire un préchauffage du synthétiseur pendant une petite demi-heure.
Le Jupiter-4 se caractérisait par deux fonctions très originales fournies par le contrôle numérique Compuphonic des quatre cartes VCO, contrôle numérique reposant sur l'utilisation de deux microprocesseurs Intel 8048. Ces deux fonctions originales (pour l'époque) étaient :
- un arpégiateur, avec les actions up, down, up/down, random. Cet arpégiateur est abondamment utilisé dans le morceau populaire Rio de Duran Duran en 1982. Les micro-interrupeurs situés à l'extrême gauche de l'arpégiateur permettre de choisir la vitesse du tempo : soit une horloge interne ajustable soit une source externe telle que l'horloge de la boîte à rythmes Roland CR-78, de la même époque, qui fut d'ailleurs la première boîte à rythme analogique entièrement programmable.  Par ailleurs, un micro-interrupteur Hold permettait de maintenir la note autant que désiré (le niveau de volume étant déterminé par le niveau « S » de l'enveloppe du VCA) et était très intéressant à utiliser en combinaison avec l'arpégiateur ;
- la modulation par la main gauche au clavier est inhabituelle avec ce synthétiseur. Le portamento polyphonique peut être utilisé en conjonction avec l'arpégiateur comme avec n'importe quel présélection. La molette de modulation permet également de transposer le jeu jusqu'à une octave vers le haut, indépendamment des paramètres fixés par la présélection. À la différence des habituelles molettes de modulation verticales de Moog ou de Sequential Circuits (considérer le Prophet 5), celle de Roland était présentée horizontale et dotée d'un retour automatique au centre (comme les habituelles molettes de Pitch-Bend mais c'est une originalité pour une molette de modulation). Une légère pression du doigt sur la pointe de la molette de modulation permettait un rapide effet mais la molette était fragile et l'utilisation excessive de cet effet conduisait rapidement à une perte de la précision mécanique de la molette. Les potentiomètres du panneau du synthétiseur permettaient aussi de gérer manuellement la profondeur de la modulation du LFO ou l'intervalle du Pitch Bend de façon indépendante des valeurs fixées par la mémorisation dans la présélection en cours d'utilisation. Les assignations possibles de la molette de modulation étaient très variées, la combinaison de micro-interrupteurs autorisant la modulation simultanée du LFO, du VCO, du VCF, et du VCA, l'ensemble autorisant pour l'époque un choix considérable et tout à fait inhabituel de modulations par la simple molette ;
- un mode Unison original pour l'utilisation des voix des VCO. En général, à la fin des années 1970, les synthétiseurs ont la configuration classique un VCO pour une voix (une note) au clavier. Le Jupiter-4 autorisait quant à lui deux combinaisons d'unisson de ces voix et deux modes de polyphonie, l'ensemble Unison+Polyphony étant conmbinable :
  - Unison-1 : les quatre VCO (chacun avec éventuellement une forme d'onde différente) deviennent monophoniques et jouent à l'unisson lorsqu'une seule touche est enfoncée,
  - Unison-2 : si une seule touche est pressée, les quatre VCO sont à l'unisson comme dans l'Unison-1 ci-dessus mais si deux touches sont enfoncées, les quatre VCO sont automatiquement appariés deux à deux pour obtenir deux voix à l'unisson pour la première touche et deux voix à l'unisson pour la seconde touche, et si plus de deux touches (donc trois ou plus) sont enfoncées les quatre VCO reprennent leur indépendance. Ces différents modes d'unisson peuvent être entendus de façon bien distincte l'un de l'autre dans des morceaux tels que Seconds de The Human League ou I Dream of Wires de Gary Numan.

Comme évoqué ci-dessus, le clavier autorisait aussi deux modes de polyphonie :
- Poly-1 affectait une touche par VCO. Quand vous passiez du jeu d'un accord de trois ou quatre notes au jeu d'une note individuelle, l'accord se terminait normalement lors du Release des trois ou quatre enveloppes de l'accord mais en faisant apparaître progressivement la note individuelle jouée juste après cet accord. Il y avait donc un passage progressif de l'enveloppe des notes de l'accord à l'enveloppe de la note individuelle jouée ensuite. Ce mode était très intéressant en combinaison avec l'arpégiateur ;
- Poly-2 affectait aussi une touche par VCO, mais quand vous passiez du jeu d'un accord au jeu d'une note individuelle, la première note jouée de l'accord disparaissait immédiatement au profit de la nouvelle note jouée individuellement. Dans ce mode de polyphonie ce qui était mis en œuvre n'était donc plus un passage progressif de l'enveloppe des notes de l'accord à l'enveloppe de la note individuelle jouée ensuite mais une réaffectation (à la nouvelle note) de la première note jouée dans l'accord se terminant. Ce mode était très intéressant en combinaison avec le portamento ;
- ces deux modes de polyphonie (éventuellement combinés aux deux modes d'Unison) permettaient des effets surprenants très intéressants en utilisant intelligemment de façon simultanée le micro-interrupteur Hold de maintien d'un sustain.

En sortie de la synthèse proprement dite (le cheminement du son par le VCO puis le VCF puis le VCA), le signal audio pouvait ensuite être injecté dans un très réussi module de chorus stéréo basé sur deux circuits intégrés MN3004 hélas devenus rares aujourd'hui bien que ce modèle (une ligne de Delay de type Bucket Brigade Device à 512 étages) était aussi très utilisé dans plusieurs synthétiseurs Korg célèbres de cette époque (Korg Delta, Korg Trident, Korg Mono/Poly, et Korg Polysix). Ce chorus, situé juste sous la molette de modulation n'a qu'une commande : On/Off. Mais ce chorus était magnifique et donnait au musicien l'impression d'un véritable instrument stéréo alors que ce synthétiseur n'était fondamentalement que mono sur ses sorties droite et gauche.
À noter aussi dans ce synthétiseur, l'utilisation du circuit intégré BA662 qui fut un des meilleurs VCA ayant existé (il a contribué au succès des célèbres Roland SH-101, Roland Jupiter-8, Roland Juno-6, Roland Juno-60, Roland Jupiter-6, Roland MKS-80, Roland MKS-30, Roland Juno-106, Roland MKS-80, etc., et dans la première édition du Roland TB-303). C'est aussi ce circuit intégré qui a fait la réputation de la résonance du filtre passe-bas du Roland Juno-60 et qui était absent du filtre du Roland Juno-106, expliquant une grande partie de la différence entre ces deux synthétiseurs malgré un patch censé produire les mêmes résultats. Cet extraordinaire circuit intégré BA662 était déjà présent dans la gestion de la résonance du filtre des Roland SH-2, Roland SH-9, etc., et ceux de l'énorme modulaire Roland System 1000. Devant la rareté désormais exceptionnelle de cet extraordinaire circuit intégré, plusieurs compagnies, notamment Open Music Labs, ont récemment créé des circuits intégrés clônes du BA662 pour remplacer les originaux sur les machines de l'époque aujourd'hui en panne ou pour concevoir de nouveaux synthétiseurs (y compris Do It Yourself) tels que la x0xb0x.
Le Jupiter-4 fournissait dix présélections d'usine, non modifiables, mais également huit emplacements sauvegardables en mémoire (préservée par une petite batterie) pour des patchs de création personnelle. Afin d'éviter l'écrasement accidentel d'un patch personnel lors d'une mauvaise manipulation, Roland avait trouvé une méthode efficace : il était nécessaire de presser deux micro-interrupteurs simultanément pour sauvegarder une présélection.
Pourtant distribué à un prix nettement moins cher, le Jupiter-4 n'a pas été très populaire comparé à d'autres synthétiseurs polyphoniques de la même époque (Oberheim OB-X, SCI Prophet 5, etc.) et il fut très vite remplacé par le Jupiter-8, mais il a tout de même contribué à la célébrité d'un certain nombre de musiciens tels que Simple Minds, Duran Duran, Human League, Gary Newman et Vangelis.

## Promars
En 1979, Roland a produit une version monophonique du Jupiter-4 sous le nom de « Promars ». Ce synthétiseur n'était pas équipé de l'arpégiateur et ne contenait que deux VCO au lieu de quatre pour le Jupiter-4. Son clavier n'était aussi que de trois octaves alors que le Jupiter-4 en contenait quatre. En revanche le Promars embarquait non pas un seul sub-oscillateur par VCO mais deux sub-oscillateurs par VCO. De plus le Promars avait d'emblée ses deux VCO attribués par voix (par note) puisqu'il était monophonique. Et tous ses 4 oscillateurs (deux VCOS de deux oscillateurs chacun) étaient « détunables », c'est-à-dire que leur Pitch pouvait être légèrement altéré volontairement pour obtenir des sonorités très profondes, ce qui en faisait un synthétiseur produisant des sons extrêmement « gras » très appréciés pour les lignes de basses puisque chaque note jouée était le produit de quatre oscillateurs. Pour cette raison, le Promars eu un succès proportionnellement plus important auprès des musiciens que celui du Jupiter-4, les musiciens préférant généralement conserver l'Oberheim OB-X ou le SCI Prophet 5 pour les solos, les rythmes et les nappes plutôt qu'opter pour un Jupiter-4 mais adopter le Promars pour les basses. Le Promars eut un tel succès qu'il est d'ailleurs à nouveau produit par Roland aujourd'hui dans sa gamme logicielle des Plug-Out.
Le Promars a été très utilisé par Depeche Mode (à partir de 1982), Vangelis (dès 1980), The Enid, Jethro Tull, Landscape, Spandau Ballet (par exemple le solo dans 'To Cut a Long Story Short').

## Musiciens et groupes connus pour avoir utilisé le Jupiter-4
- Michael Jackson (Thriller)
- Covenant, a toujours utilisé et utilise encore le JP-4 aussi bien que le Promars.
- Devo
- Late of the Pier
- Duran Duran (Duran Duran, Rio, Medazzaland)
- Wolf Parade
- The Unicorns
- Gary Numan (Telekon, Dance)
- Men at Work (Business as Usual, Cargo)
- Jon & Vangelis (Short Stories, The Friends of Mr Cairo, Private Collection)
- Tangerine Dream (Tangram)
- Meat Beat Manifesto
- Paul Davis en 1980
- Stevie Wonder
- The Cars
- Thomas Dolby (The Golden Age of Wireless)
- Level 42 (Last Chance dans The Pursuit of Accidents)
- David Bowie
- The Human League (Reproduction, Travelogue, Dare)
- Heaven 17 (Penthouse and Pavement)
- John Foxx
- Isao Tomita
- Simple Minds (Empires and Dance, Sons and Fascination/Sister Feelings Call, New Gold Dream (81–82–83–84))
- The Moog Cookbook
- Vince Clarke
- Depeche Mode (Speak & Spell)
- Yazoo (Upstairs at Eric's)
- BT
- Spandau Ballet (Journeys to Glory)
- Vangelis
- Whodini - bien connu pour le solo d'arpégiateur sur un tempo très rapide dans Magic's Wand de Thomas Dolby
- Saint Etienne
- Soft Cell
- Le Le
- Peter Howell
- The Spoons